# Ricardo Levene
Pour les articles homonymes, voir Levene.
Ricardo Levene (Buenos Aires, 7 février 1885 ― ibidem, 13 mars 1959) était un historien argentin.
Juriste de formation, il s’orienta cependant vers l’histoire et fut l’un des fondateurs du mouvement Nueva Escuela Histórica, soucieux de renouveler l’historiographie argentine et de lui appliquer des méthodes scientifiques. Il dirigea pendant de longues années l’Académie nationale d’histoire de son pays, tout en publiant un grand nombre d’ouvrages. Antipéroniste et lié aux gouvernements successifs de la Décennie infâme, il finit par passer pour incarner la vision « officielle » de l’histoire argentine.

## Biographie
Né au sein d’une famille juive, il poursuivit des études secondaires au Colegio Nacional de Buenos Aires, puis des études supérieures à l’université de Buenos Aires (UBA), dont il sortit en 1906 diplômé en droit. Par la suite, entre cette même année 1906 et 1928, il enseigna l’histoire au Colegio Nacional Mariano Moreno, tout en publiant un grand nombre de chroniques et de billets journalistiques dans divers journaux et revues de droite de son époque. À partir de 1911, il fut professeur à la faculté de philosophie et lettres de l’UBA, d’abord comme chargé de cours pour la chaire de sociologie dont était titulaire Ernesto Quesada. Il donna cours également à la faculté de droit de la même université et à la faculté des sciences humaines et des sciences de l’éducation de l’université nationale de La Plata.
En 1915, il se joignit à la Junta de Historia y Numismática Argentina y Americana et en fut le président entre 1927 et 1931. C’est sous sa direction que la Junta de Historia se mua ensuite en l’Academia Nacional de la Historia de la República Argentina.
À partir du milieu de la décennie 1920, il figura comme l’un des principaux représentants du mouvement de rénovation historiographique Nueva Escuela Histórica, aux côtés d'Emilio Ravignani et, dans une mesure moindre, de Rómulo Carbia, Diego Luis Molinari et Luis María Torres. La Nueva Escuela s’attacha à professionnaliser les études historiques et à leur appliquer des méthodes scientifiques, et à rompre ainsi avec une longue période dans laquelle les publications sur l’histoire tenaient davantage de l’essai philosophique ou sociologique, voire de l’étude psychiatrique. Durant la décennie 1930, il s’affronta ouvertement au groupe des historiens dits révisionnistes, qui s’ingéniaient à décrire l’histoire à partir de points de vue actuels et aussi pour usage politique.
En même temps, il s’efforça consciemment de contribuer à former une identité et une culture historiques qui fussent communes à l’ensemble des Argentins et propices à absorber les immigrants et enfants d’immigrants.
Il eut des rapports très étroits avec les gouvernements de la dénommée Décennie infâme, en particulier avec le président Agustín Pedro Justo, qui le chargea de mettre sur pied la Commission des musées, monuments et lieux historiques, que Levene présidera de 1939 à 1946. Ce positionnement politique le porta aussi à s’opposer progressivement à Ravignani et surtout à Molinari, tous deux d’affinité radicale. À nouveau président de l’Académie nationale d’histoire entre 1934 et 1953, il passa bientôt pour représenter la vision historiographique argentine « officielle ».
À l’avènement de Juan Domingo Perón, Levene se prononça ouvertement contre celui-ci (au contraire de Molinari, qui était sénateur national pour le parti péroniste), et choisit de résider quelque temps au Chili voisin. Il joua un rôle secondaire dans l’exécution du coup d’État qui renversa le gouvernement Perón en 1955. Il devint derechef président de l’Académie nationale d’histoire, pour le rester cette fois jusqu’à sa mort en 1959.
Il eut pour disciple notamment le sociologue italien Gino Germani.
Son fils, appelé également Ricardo Levene, fut ministre et président de la Cour suprême de justice de la Nation argentine.

## Ouvrages
- Los orígenes de la democracia argentina (1911)
- Causas criminales sobre intentada independencia en el Plata; 1805-1809 (1917)
- Ensayo histórico sobre la Revolución de Mayo y Mariano Moreno (1921)
- Introducción a la Historia del Derecho Indiano (1924)
- La anarquía de 1820 en Buenos Aires desde el punto de vista institucional (1932)
- Ideas sociales directrices de Joaquín V. González (1935)
- Síntesis sobre la Revolución de Mayo (1935)
- Historia de la Nación Argentina; desde los orígenes hasta la organización definitiva en 1862 (1936-1950)
- Significación histórica de Mariano Moreno (1937)
- El fundador de la biblioteca pública de Buenos Aires (1938)
- La fundación de la Universidad de Buenos Aires (1940)
- Las Provincias Unidas del Sud en 1811: consecuencias inmediatas de la Revolución de Mayo (1940)
- La Academia de Jurisprudencia y la vida de su fundador Manuel Antonio Castro (1941)
- Historia de la provincia de Buenos Aires y formación de sus pueblos (1941-1942)
- La cultura histórica y el sentimiento de la nacionalidad (1942)
- Derecho procesal penal (1945)
- Historia del derecho argentino (1945)
- La realidad histórica y social argentina vista por Juan Agustín García (1945)
- Vida y escritos de Victorián de Villava (éd. Peuser, Buenos Aires, 1946)
- Celebridades argentinas y americanas (1947)
- Las ideas históricas de Mitre (1948)
- En el tercer centenario de "Política indiana" de Juan de Solórzano Pereira (1948)
- Las ideas políticas y sociales de Mariano Moreno (1948)
- Antecedentes históricos sobre la enseñanza de la jurisprudencia y de la historia del derecho patrio en la Argentina (1949)
- Documentos del Congreso General Constituyente de 1824-1827 (1949)
- El genio político de San Martín (1950)
- El proceso histórico de Lavalle a Rosas (1950)
- Las Indias no eran colonias (1951)
- Contribución a la historia del Tribunal de Recursos Extraordinarios (1952)
- Investigaciones acerca de la historia económica del Virreinato del Plata (1952)
- El mundo de las ideas y la revolución hispanoamericana de 1810 (1956)